# 緣分娃娃
緣分娃娃（英語：Triangel）又叫愛神娃娃、吉神娃娃、守護天使、緣份天使、天使娃娃、陶瓷娃娃等，是意大利威尼斯的傳統手工陶瓷玩偶。它的形象是身穿華麗服飾、頭戴尖角帽（jester's hat），像似歐洲宮廷的弄臣，相傳擁有它會帶來好因緣，因此受到很多女仕歡迎。

## 傳說
Triangel 源於意大利傳說，埃羅斯有金、銀兩支神箭，金箭射入人心會產生愛情，銀箭射入人心会产生憎恶，但祂經常毫無目的地亂射一通，破壞了人們的姻緣，因此阿佛洛狄忒派出 Triangel 去阻止，守護世間的愛情。
另一個意大利有名的故事，據說公元2世紀的羅馬有一對年輕情侶，女孩名叫伊利雅，與男孩非常相愛。後來，男孩被青蛙巫女的魔法誘惑，漸漸疏離女孩，女孩整日哭泣也無法喚回男孩。直到有一天，女孩在特雷維噴泉許願，真情感動了天上的神明，派了 Triangel 來幫助她，青蛙巫女在 Triangel 的面前原形畢露，終於讓男孩恢復神志，回到女孩的身邊。

## 流行文化
不同的 Triangel 有不同的涵義，曾在香港TVB電視連續劇《衝上雲霄》和《衝上雲霄II》串聯全劇的「緣分天使」—— Triangel of Love，形容是帶來緣份、守護愛情的天使，因而具有一定知名度。

## 外部連結
- Magie di Carnevale （页面存档备份，存于）